# Joseph Hamal-Nandrin
Pour les articles homonymes, voir Hamal.
Joseph Hamal-Nandrin est un professeur, préhistorien et archéologue belge, né en 1869 et mort à Liège le 29 août 1958. Il est officier de l'ordre de Léopold.

## Biographie
Destiné à une carrière dans l'industrie, il se tourne néanmoins vers la Préhistoire à cause de son goût de collectionneur. Il voyage à l'étranger et se forme auprès de Max Lohest, Julien Fraipont ou encore Léon Fredericq. Il publie son premier ouvrage dès 1905. Il crée l'enseignement de l'archéologie préhistorique à l'école libre d'Anthropologie dès 1915, puis à l'institut d'Histoire de l'art et d'archéologie en 1925 et à la faculté des Sciences en 1928.
Il poursuit les travaux du pionnier de l'étude préhistorique Schmerling, de ses successeurs et maîtres Max Lohest, Julien Fraipont et Marcel Depuydt.

## Œuvre
- Contribution à l'étude de la taille du silex aux différentes époques de l'âge de la pierre. Le nucléus et ses transformations, Revue anthropologique, 31e année, p. 24-35, CAPL, Tome XII, 5, septembre-octobre 1921, p. 67 (E. Fairon)
- Emplacements d'habitations et d'ateliers néolithiques à Spiennes, Bulletin de la Société préhistorique française, t. XXII, n° 2, février 1925, CAPL, Tome XVI, 3, mai-juin 1925, p. 56
- Résultat des fouilles de la grotte du Coléoptère à Juzaine, Revue anthropologique, avril-juin 1925, XVI, 3, mai-juin 1925, p. 56
- en collaboration :
  - avec Jean Servais et Maria Louis, Omalien, s.l., Société royale belge d'anthropologie et de préhistoire, 1936, CAPL, Tome XXVII, 2, avril-juin 1936, p. 38-39 (F. Magnette)
  - avec Jean Servais, Capitan et Damas, Le polissoir de Zonhoven, L'Homme préhistorique, n° 11, 1926, CAPL, Tome XVIII, 3, avril-mai 1927, p. 65-66
  - avec Jean Servais, Musée archéologique liégeois - Section préhistorique - Catalogue sommaire, G. Thone,  1929, 145 pages ;